# Attinopora
Attinopora is een monotypisch geslacht van mosdiertjes uit de familie van de Cinctiporidae en de orde Cyclostomatida.

## Soort
- Attinopora zealandica (Mantell, 1850)